# Margita Zámolová
Margita Zámolová, rozená Bugányová, (* 4. března 1971, Komárno) je česká profesionální kulturistka (IFBB Pro League), osobní trenérka a výživová poradkyně. Je absolutní vítězkou Arnold Classic Africa 2016,  kde získala profesionální kartu IFBB Professional League. Zvítězila také v Toronto Pro Super show 2019 v kategorii Women's physique.
Česko několikrát reprezentovala na Ms. Olympia (ženská verze Mr. Olympia), kde úspěšně reprezentovala jak v kategorii physique, tak v kategorii bodybuilding. Na Ms. Olympia v roce 2020 se umístila na desátém místě a v roce 2021 na devátém místě. V roce 2019 získala páté místo na Arnold Classic 2019.

## Vzdělání
Absolvovala SOU obchodní Komárno (1985–1989) a maturitní zkoušku složila roku 1998 na SOŠ Kravany nad Dunajom. Dalšími kurzy rozšířila své vzdělání se zaměřením na kulturistiku a fitness jako získání certifikátu Instruktora fitness (2009 Fitness Institut TONUS, PaedDr. Petr Tlapák, CSc.), certifikátu Poradce pro sportovní výživu (Aliance výživových poradců ČR, Ing. Ivan Mach, CSc.-Nutris).

## Sportovní kariéra
S posilováním začala v roce 1991, když se předtím věnovala atletice a kajakování. Na začátku devadesátých let se stala mistryní Slovenska v kulturistice žen a následně čtyřikrát po sobě reprezentantkou kulturistiky na Mistrovství Evropy. V roce 1992 byla reprezentantka ČSFR ve fitness a kulturistice, v letech 1993–1997 reprezentovala Slovensko. Během tohoto období se také seznámila se svým budoucím mužem Františkem Zámolou, který se také jako kulturista a lékař stal jejím manažerem a trenérem. Pod jeho vedením se ke kulturistice vrátila po 16 letech, aby se v roce 2016 stala profesionální kulturistkou.
Zná se s Arnoldem Schwarzeneggerem, se kterým se potkává během soutěží a společenských akcí. Bylo o ní natočeno několik dokumentů.